# Чугай, Александр Иванович
Александр Иванович Чугай (1924 год, с. Дубровно Городнянского района Черниговской губернии — 19 марта 1945 года, Польша) — участник Великой Отечественной войны, полный кавалер Ордена Славы (1945).

## Биография
Родился в 1924 году в селе Дубровно ныне Городнянского района Черниговской области в крестьянской семье. Окончил 9 классов.
В 1943 году был призван в РККА.
В ночь на 22 июня 1944 года гвардии ефрейтор Чугай, будучи разведчиком 239-го гвардейского стрелкового полка 76-й гвардейской стрелковой дивизии 70-й армии 1-го Белорусского фронта гвардии вблизи деревни Невеж Любешовского района Волынской области в составе подразделения преодолел реки Припять, в числе первых проник во вражескую траншею и гранатой подорвал двух вражеских солдат и помог пленить ефрейтора. 2 июля 1944 года награждён орденом Славы 3 степени.
17 июля 1944 года на левом берегу Припяти у деревни Жечица в 12 км к северо-востоку от посёлка Ратно Волынской области выявил места расположения вражеских минных полей, предотвратив излишние потери личного состава. 25 июля 1944 года вблизи села Дорынька в 12 км к юго-западу от города Тересполь с группой разведчиков скрытно пробрался в тыл противника, снял часового и захватил пулемёт. 27 июля 1944 года под населенным пунктом Корощин в 4 км к западу от Тересполя, находясь во вражеском тылу, уничтожил с бойцами восьмерых вражеских солдат, взяв троих в плен. 7 августа 1944 года награждён орденом Славы 2 степени.
В ночь на 28 января 1945 года гвардии сержант Чугай разведал место переправы через реку Висла и одним из первых в подразделении под сильным огнём противника переправился на левый берег у города Швец. Вступив в бой с врагом, уничтожил несколько солдат и взял в плен офицера.
19 марта 1945 года погиб в бою. Указом Президиума Верховного Совета СССР от 24 марта 1945 года посмертно награждён орденом Славы 1 степени, став полным кавалером ордена Славы.

## Награды
- орден Славы 3 степени (2.7.1944)[1]
- орден Славы 2 степени (7.8.1944)[2]
- орден Славы 1 степени (24.3.1945)[3]